# Осам смртних грехова цивилизованог човечанства
Осам смртних грехова цивилизованог човечанства је стручна монографија из области хумане екологије Конрада Лоренца, објављена 1973. у издању Piper Verlag GmbH. Књигу је на српском језику објавила издавачка кућа Обелиск из Београда 1998. године у преводу Животе Филиповића.

## О аутору
Конрад Лоренц (Беч, 7. новембар 1903 – Алтенберг, 27. фебруар 1989) је био аустријски природословац, етолог и психолог. Студије медицине је започео на Свеучилишту Колумбиа у Њујорку, а у Бечу је дипломирао 1928. и докторирао из зоологије 1933. године. Године 1973. добио је Нобелову награду за физиологију или медицину заједно са Карлом фон Фришом и Николасом Тинбергеном за открића обликовања и очитовања индивидуалних и социјалних модела понашања.

## О књизи
Аутор је у уводним редовима истакао да је књигу написао у нади да ће допринети умањењу опасности које угрожавају човечанство. Књигу дефинише као расправу коју је написао како у уводу каже у част седамдесетог рођендана Едуарда Баумгартена.
Аутор је истакао и описао осам смртних грехова цивилизованог човечанства, осам међусобно различитих, тесно повезаних процеса, који прете пропашћу не само данашњој култури, него и човечанству као врсти:
Ти процеси су:
- Поремећај у функционисању

Лоренц овде говори о проблему који је у корену и осталих а односи се на потпуно људско одустајање од питања и вредносног критеријума - мере. Систем у коме живи га на то нагони а човек притом заборавља да су људи створили системе. Као узроке свег органског настајања, поред процеса мутирања и новог комбиновања гена, најважнију улогу игра природно одабирање, а то је селекција. Производ дејства селекције је оно што називамо прилагођавање, процес којим организам прибавља за себе информацију која постоји у околини а од значаја је за његов опстанак - стиче знање о околини.
- Пренасељеност

Када разматра пренасељеност фокусира стамбене четврти називајући их зградетинама за масе које на заслужују име - куће, које су „штале за искоришћаване људе“.  Сматра да у таквим условима, рачунајући и остале описане „грехове“: “Прве пропадају оне највише и најплеменитије човекове особине и способности, управо оне које с правом осећамо и вреднујемо као специфично људске.“ Закључује да свет обележава, ужасна појава равнодушности.
- Пустошење животног простора

Када говори о овом греху, истиче да је само човек окренут претераном искоришћавању свега око себе. Живећи у ужурбаном времену човеку није остављено времена да испита и размисли пре него што делује. Човек се, каже, понаша као канцер. Вандалски пустошећи природу вандалски човечанство само себе угрожава еколошком пропашћу, а када то економски осети можда ће увидети грешке, али ће бити касно. По Лоренцовим речима тотално слепило душе за све што је лепо, које данас тако рапидно на све стране узима маха јесте болест духа која мора да се схвати озбиљно, већ због тога што иде руку под руку са неосетљивошћу према оном што је етички шкодљиво.
- Трка са самим собом

Штету души данашњег човечанства наноси похлепа за новцем и журба, и питање је шта је јаче од та два.
Даље пише да поред похлепе за поседовањем велику улогу игра и страх. Људи су се због тога лишили промишљања. И поставља питање: “Али колико данас још има људи који уопште разумеју човека када жели да им објасни да новац по себи не представља вредност“. Вредност новцу је дао човек, добровољно, правећи од њега највећег бога.
- Смрт осећања

Сматра како је захваљујући профитабилним односом према околини модеран човек „тржишну ситуацију“ пренео у емоције, направио економију пријатност - непријатност. На тај начин су се ствари помериле у правцу све мање осетљивости према ономе што изазива пријатност. Потреба за тренутним задовољењем, заправо ради против задовољења јер право задовољење се постиже тек ако је човек себе уложио у нешто. Заккључује да је код младих све распрострањенија заблуда да је љубав само извор задовољства. Савлађивање препрека, и за развој и за задовољство. Савладавање намерно изазваних отежавања живота (као што су социјалне разлике, неправда...) не пружа задовољење, напротив.
- Генетско пропадање

Када говори о овом греху посвећује пажњу настанку и очувању социјалних понашања која доносе корист заједници али не и појединцу, или му чак наносе штету. Човек све више губи и перципирање појма друштвеног добра. Сматра да човек има урођена саосећања, правичност... која су у међувремену „тешко страдала“. Данашњи облик либералне демократије налази се на кулминацијској тачци. Капитал и његова логика воде инфантилизацији, јер „Инфантилан човек је некреативан а друштво форсира и фабрикује такве.“ (...) „Несумњиво нам пропадањем генетски укотвљеног социјалног понашања прети апокалипса, и то у једном посебно грозном облику“. Истиче да нада лежи у детињој чистоти и наивности која се код одраслих огледа у креативности.
- Кидање традиције

Пишући о традицији Лоренц говори о њој као о сазнањима на која се људи ослањају да би ишли даље, напредовали, а не као стегу и препреку било које врсте. Говори о млађој генерацији која почиње да се према старијој понаша као према некој туђој псеудоврсти. То потом доводи до „функцијског поремећаја процеса развоја“, односно назадовања. Даље истиче да се заборавило да поштовање хијерархије није препрека за љубав.
- Подложност индоктринирању

Бавећи се процесом сазнавања Лоренц опажа онај његов део на који се процес усађивања идеја наслања и скреће пажњу: “Стварно сатанско индоктринирање се испољава када у једној опакој заблуди сједињује големе масе људи, целе континенте, па можда и цело човечанство. А управо та опасност нам сада прети.“  Истиче да моћници Америке, Кине, Русије, итд. данас заговарају исти став, да је неограничена подложност човека условљавању пожељна у највишем степену. Сматра да је капиталистичком власнику, као и комунистичком функционеру подједнако стало до тога да се људи условљавају и преображују у што униформније, безотпорне поданике.